# Генерал-капітанство Чилі
Генерал-капітанство Чилі (ісп. Capitanía General de Chile [kapitaˈni.a xeneˈɾal de ˈtʃile]) або Королівство Чилі (ісп. Reino de Chile) — адміністративна одиниця іспанської колоніальної імперії, що існувало з 1541 до 1818 року, коли на цій території була проголошена незалежна республіка Чилі. Територією керував губернатор, зазвичай підпорядкований віцекоролю Перу, і, хоча й лише номінально та протягом короткого періоду, один король, що виправдує назву «королівство».

## Юридичний статус

Генерал-капітанство Чилі до 1775 року (формальні кордони)

Генерал-капітанство Чилі після 1776 року (формальні кордони)

Після створення королівства Іспанія, термін королівство (reyno) був скоріше географічним, але не описував формального устрою цієї території. Єдине Іспанське королівство (reino) було формально створене лише після реставрації Бурбонів в 1700 році. До цього року Іспанське королівство означало сукупність кількох формально окремих держав на як Піренейському півострові, так і за його межами. Кожне з цих формально незалежних королівств управлялося з Іспанії як особисте володіння короля Іспанії, починаючи з Карла I.
Таким чином, Королівство Чилі (Reyno de Chile) було підпорядковано королю Кастилії, як і решта володінь в Новому світі. Неаполь та Сицилія, з іншого боку, були володіннями короля Арагона, який був тією ж персоною. На той час не існувало загальної адміністрації, яка б керувала всіма королівствами, кожним керував король і власна рада королівства, на його території діяли власні закони. Повсякденні задачі щодо управління вирішувалися віцекоролем, наприклад, таких утворень як Арагон, Сицилія, Нова Іспанія або Перу. Чилі ніколи не досягала статусу віцекоролівства через свої невеликі розміри та бідність, проте була віцекапітанством, підпорядкованим віцекоролю Перу.

Поділ Південної Америки на капітанії в середині 16 століття.

Спочатку після дослідження на території сучасної Чилі були створені кілька губернаторств: Нуева-Толедо (Nueva Toledo), Нуева-Андалусія (Nueva Andalucia) і Нуева-Леон (Nueva León), хоча останні два були лише формальними і фактично не контролювалися іспанською короною. В 1541 році було створено генерал-капітанство Нуева-Естремадура (Nueva Extremadura), тому що ця територія вимагала окремого військового командування через божевільний опір місцевих індіанців колонізації.
У 1554 році, проте, майбутній король Іспанії Філіп II одружився з англійською королевою Марією I, коли він все ще був спадкоємцем іспанського трону. Для того, щоб підняти його статус до рівного його дружині, його батько, король Іспанії та імператор Священної Римської Імперії Карл V, надав йому титул короля Чилі, на додаток до титулу Неаполітанського короля та претензій на титул Єрусалимського короля. Таким чином, шлюбний договір описував шлюб як шлюб короля і королеви. Після зайняття трону Філіпом II в 1556 році Чилі знову формально приєдналася до Іспанської корони, проте залишила формальний статус королівства.
Пізніше, в Чилі була створена Аудієнсія, а територія знову отримала статус генерал-капітанства, зберігаючи назву «Чилі», хоча термін «королівство» і продовжував неофіційно вживатися. Із створенням віцекоролівства Ріо-де-ла-Плата в 1776 році частина Чилі на схід від Андів (більша частина якої яка фактично нею не контролювалася) відійшла до цього утворення.

## Історія

### Завоювання та ранній період

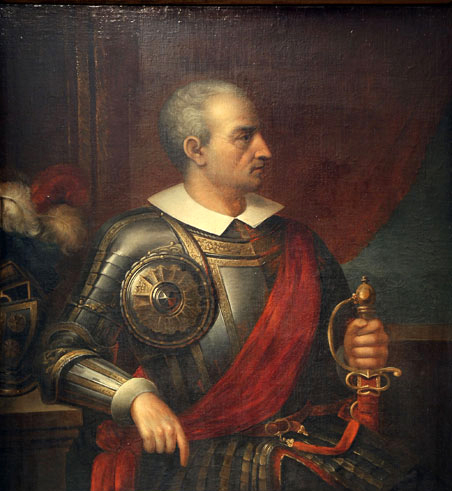
Дієґо де Альмаґро.

Перша широкомасштабна експедиція для дослідження територій на південь від Імперії Інків була організована в 1536 році під керівництворм Дієґо де Альмаґро, який в 1534 був призначений губернатором цих територій під назвою «губернаторства Нуева-Толедо».
Після смерті Альмаґро для завоювання і населення території в 1537 році Франсиско Пісарро призначив конкістадора Педро де Вальдівію новим губернатором, що було підтверджено королівським наказом, і який з 1539 року продовжив дослідження та завоювання. Педро де Вальдівія прибув до території центрального Чилі і 12 лютого 1541 року біля підніжжя пагорба Санта-Лусія заснував місто Сантьяго-дель-Нуево-Естремо (майбутнє Сантьяго). Через кілька місяців Вальдівія змінив формальний поділ території і був проголошений своїми військами губернатором і капітан-губернатором новоствореного губернаторства Нуева-Естрамадура. Хоча і не відразу, 11 червня 1954 іспанський уряд визнав це утворення, яке отримало назву «Чилі» або «Королівство Чилі».

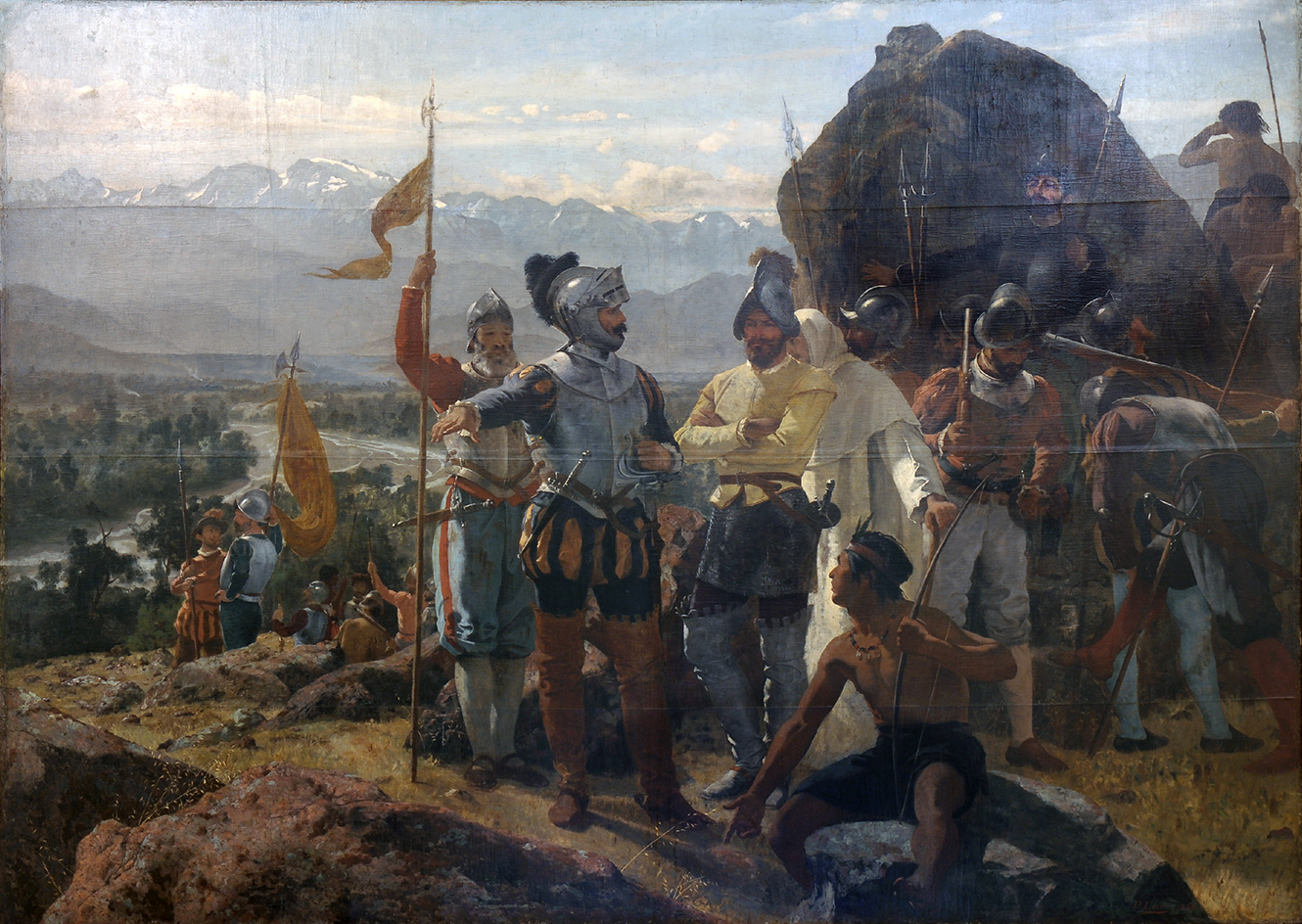
Заснування Сантьяго Педро де Вальдівією.

В 1544 за наказом Вальдівії було засноване місто Ла-Серена, з того року завоювання Чилі продовжилося і на південніші території де були засновані й інші міста, такі як Консепсьйон в 1550 році, Ла-Імперіал в 1551, Віярріка (Villarrica) і Вальдівія в 1552, Лос-Конфінес і форти Арауко, Пурен і Тукапель в 1553. Того ж року з іншого боку Анд за наказом Педро де Вальдівії було засноване місто Сантьяго-дель-Естеро. Інші міста, засновані протягом його правління, були Мендоса в 1561, Сан-Луїс, Сан-Хуан в 1562, Каньєте, Кастро в 1567 і Осорно в 1558.

### Арауканська війна

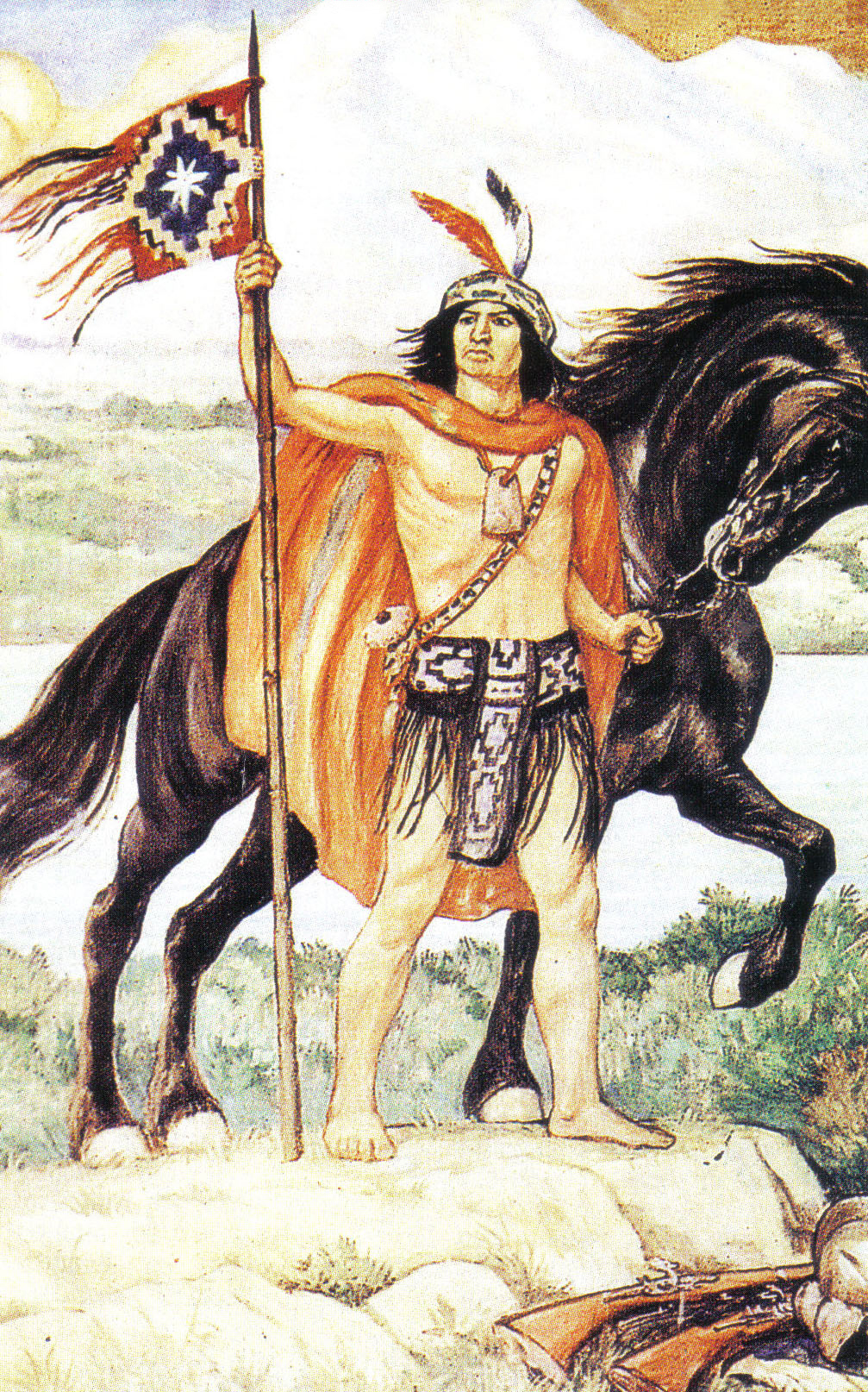
Лаутаро, предводитель мапуче.

Арауканська війна почалася в 1598 році, перший період війни відомий під назвою «періоду твердої руки». Цього року розпочалося індіанське повстання народу мапуче та народів під його впливом, які захопили сім міст на півдні колонії, а іспанський загін, направлений проти повстанців, був розбитий у битві при Куралабі. У відповідь іспанці розпочали безжалісну та руйнівну війну проти індіанців, одним із завдань якої стало захоплення індіанців в рабство. Хоча в 1605 році Корона заборонила рабство в колоніях, Філіп III зробив виняток для військовополонених індіанців.
В 1612 році розпочався період «оборонної війни», губернатором на той час був Гарсія Рамон, крім того значний вплив на колонію мав його помічник єзуїт Луїс де Вальдівія. Їх завданням було припинення рабства і насильства війни. З цією метою вони розробили план оборонної війни, згідно з яким іспанський губернатор забороняв рабство та визнавав незалежність мапуче, із річкою Біобіо як кордоном між двома державами, яку мали право перетинати лише місіонери, що подорожували з проповідницькими та культурними цілями. Індіанська рада ухвалила цю пропозицію і війна з обох боків припинилася, перейшовши в оборону кордону.
Проте індіанцями було вбито багато місіонерів, що не сподобалося новому королю Іспанії Філіпу IV. В 1625 році він наказав порушити перемир'я з мапуче, що ознаменувало початок нового періоду війни, «повернення твердої руки». Король відновив рабство для індіанців, що не складуть зброю протягом двох місяців, через що почалися нові активні бойові дії.
В 1639 році посаду губернатора Чилі зайняв маркіз Байдес (Baides), який розпочав переговори з індіанцями. Ці переговори періодично велися між індіанськими касіками та губернаторами на нейтральній території, на них обговорювалися умови припинення війни. Протягом цього часу активних бойових дій не велося.
Проте в 1655 році, через порушення іспанцями умов перемир'я, війна почалася знову, вступивши у фазу «стабільної війни». Протягом цього періоду війна велася із перемінних успіхом, але не дуже активно, як через зменшення населення мапуче, так і через зміну складу населення іспанських колоній: нові колоністи складалися переважно з торговців та селян, яким не подобалася війна. Індіанські атаки набули характеру несподіваних нападів на поселення з метою захоплення здобичі, після чого індіанці відступали, не чекаючи прибуття регулярних військ. В 1674 році в іспанських володіннях було остаточно скасоване рабство, і з часом війна стала ще менш активною. До 1700 року бойові дії фактично припинилися, хоча періодично спалахували незначні конфлікти. При цьому (до нового завоювання, проведеного вже незалежною Чилі в 1860-х роках) більша частина історичної території мапуче залишалася в їх руках.

### Останній період
Протягом всього періоду колоніальної історії Чилі залишалося дуже бідною колонією. Її економіка залишалась цілком аграрною, колонія переважно постачала продукти тваринництва та зерно до центру віцекоролівства Перу. Лише з початком 18 століття, із реставрацією династії Бурбонів в Іспанії, була дозволена торгівля між колоніями, заборонена до того часу, і Чилі отримала можливість торгувати з Буенос-Айресом. У той же час централізована колонія була розділена на дві інденденсії, Консепсьйон і Сантьяго, також булі засновані нові міста, такі як Ранкагуа і Талка. Деяка контрабандна торгівля велася і з європейськими державами, і лише з 1778 року вона була офіційно дозволена, що помітно покращило економічне становище колонії.
Колонія також кілька разів страждала від руйнівних землетрусів. Наприклад, землетрус 13 травня 1647 року практично зруйнував Сантьяго, землетрус і цунамі 15 березня 1657 зруйнував Консепсьйон, а землетрус 8 червня 1730 року обрушився на Сантьяго і Вальпараїсо.

### Незалежність

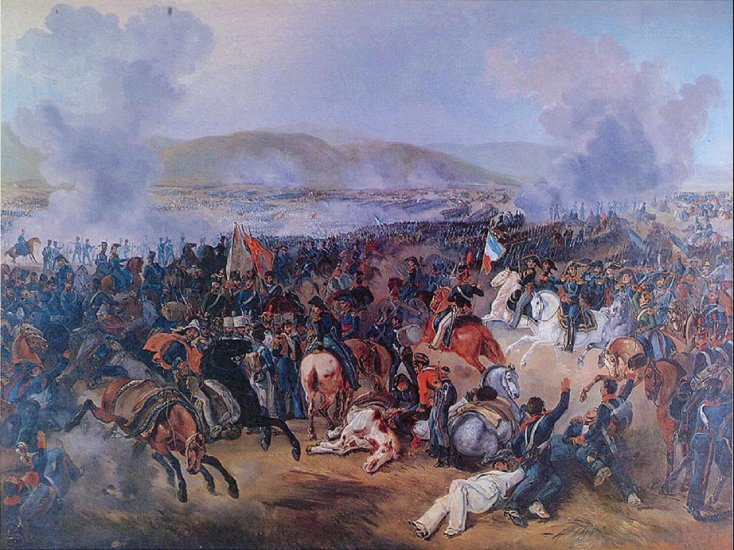
Битва при Майпу.

В 1808 році, із захопленням Іспанії Наполеоном, контроль метрополії над колоніями ослабнув, і в Чилі почався рух за незалежність. Останній губернатор Гарсія Каррасо був призначений того ж часу, а його зв'язки з місцевою креольською елітою, здається, підштовхнули сепаратистські настрої. Він пішов у відставку в 1810 році після скандалу з контрабандою, а владу тимчасово отримав військовий командувач Матео де Торо Самбрано віком 83 роки, проте йому не вдалося впоратися із прихильниками незалежності. 18 вересня цього ж року відбулася загальна рада капітанії, де креоли почали вимагати незалежності. Матео де Торо і Самбрано не мав чого протиставити їм і офіційно передав власні повноваження хунті, що пізніше отримала назву «Першої хунти». Ця подія поклала початок війні за незалежність Чилі.
Хоча в 1814 році Короні вдалося ненадовго повернути владу внаслідок битви при Ранкагуа, вже в 12 лютого 1817 року в битві при Чакабуко і 18 березня 1818 року в битві при Канча-Раяді і 5 квітня у битві при Майпу роялісти були фактично остаточно розбиті. 12 лютого 1818 року вважається датою заснування незалежної республіки Чилі, хоча бойові дії тривали до 1826 року.

## Кордони
Межі території генерал-капітанства, губернаторства або королівства Чилі були закріплені в офіційних документах. Протягом значної частини історії ці межі простягалися від пустелі Атакама до Магелланової протоки і мису Горн, включаючи недосліджені території до Південного полюса.
В 1548 Педро де Вальдівія отримав право на управляння та завоювання території «від Копіапо, на 27 градусі південної широти, до 41 градусу південної широти, і на територію моря між цими широтами». Цей мандат був підтверджений королем Карлом I в 1552 році, ця територія включала смугу від Тихого океану до лінії на 100 ліг на схід від Андів. Пізніше, на прохання вальдивії, Карл I розширив цю територію до Магелланової протоки, проте на той час Падро де Вальдивія помер. Його наступником 17 жовтня 1554 року був призначений Херонімо де Альдерете, проте він загинув по дорозі до колонії. Новим губернатором був призначений Ґарсія Уртадо де Мендоса. На цей момент губернаторство включало найбільшу територію, включаючи і східну Патагонію.
29 серпня 1563 року королем Філіпом II від Чилі було відділено губернаторство Тукуман, а вже 1 червня 1570 року було створено губернаторство Ріо-де-ла-Плата (з 1776 року — віцекоролівство), яке на прохання Хуана Ортіса де Сарата отримало територію на схід від Андів між 36° 57’ і 48° 21’ 15’’ південної широти, губернаторство Чилі було скорочене до прибережної смуги.
У 1767 році король передав права на контроль та захист острова Чилое безпосередньо віцекоролю Перу, не цій території був створений окремий військовий уряд. Цей перехід був в принципі тимчасовим, зробленим з метою укріплення острова в умовах загрози нападу на нього мапуче та європейських піратів.
У 1776 році, із заснуванням віцекоролівства Ріо-де-ла-Плата, від Чилі був відділений округ Куйо (ісп. Corregimiento de Cuyo) на схід від Андів, включаючи міста Мендоса і Сан-Хуан. В 1784 році була створена Інтенденсія Чилое, що остаточно закріпляло острів Чилое за віцекоролівством Перу.
Після битви при Куралабі та початку арауканської війни в 1598 році, територія королівства Чилі скоротилася до району від пустелі Атакама до річки Біобіо, і від Тихого океану до Андів, де була сконцентрована основна частина населення, плюс згаданий округ Куйо, відділений в 1776 році, та місто-фортеця Вальдівія (до 1602 року і знову з 1740 року), Осорно (до 1602 року і знову з 1796), острів Чилое (до 1767 року) і архіпелаг Хуан-Фернандес (з 1749 року).

## Адміністрація
Після короля Іспанії, який мав абсолютну владу над колоніями, головними органами управління колоніями були Рада Індій (ісп. Consejo de Indias) і Торгова палата (ісп. Casa de Contratación). Рада Індій, створена в 1524 році, була розташована в Мадриді, а її функцією було допомагати королю в призначенні посадовців американських колоній, складання законів для цих територій, виконання судових функцій, спостереження за виконанням права держави патроната над католицькою церквою (тобто призначення церковних посадовців і заснування церков і монастирів) та оцінка діяльності посадовців. Торгова палата була створена в 1503 році в Севільї. Її функцією було спостереження за комерційною діяльністю в колоніях, забезпечення монополії Іспанії на торгівлю та спостереження за потоком колоністів до колоній.
В Америці верховним представником короля був віцекороль відповідної юрисдикції (у випадку Чилі — віцекоролівства Перу), який виконував судові та адміністративні функції, під його началом знаходилися глави губернаторств та генерал-капітанств. Губернатор, що відповідав за королівство Чилі, мав функції виконавчої, військової та економічної влади. Його завданням було слідкувати за безпекою на довіреній йому території та виконання вінепатроната (виконання права патроната у більш повсякденних питаннях). Також, губернатор був головою Королівської Аудієнції, верховного суду на території Чилі. Цей орган був призначений допомагати губернатору і мав право заміни губернатора у випадку його раптової смерті або нездатності виконання обов'язків. Крім того, в Чилі існувало чотири посадовці (oidores), завданням яких було слідкування за виконанням законів щодо індіанців. Із введенням розділу території на провінції була також введена посада «коррехідора» (ісп. corregidor), функції яких нагадували функції губернатора, але на меншій території. І остаточно, існували міські ради (ісп. el cabildo), функціями яких було забезпечення захисту поселень та виконання адміністративних функції на їх території. Вони також заперечували чистоту та прикрашення міст, охорону здоров'я, початкову освіту та збір податків.
З 1700 року, після реставрації династії Бурбонів, на додаток до провінцій, Чилі була розділена на дві інтенденції (Сантьяго і Консепсьйон), підпорядковані губернатору, також із своїми главами.